# ام‌پونگو لانگو
آیمه فرانسواز ام‌پونگو لانگو (۲۷ اوت ۱۹۵۶–۱۵ ژانویه ۱۹۹۰)، که با نام هنری ام‌پونگو لوو شناخته می‌شد، خواننده و ترانه‌سرای اهل کنگو بود. او فعالیت هنری خود را با خوانندگی در گروه کر کلیسا آغاز کرد و در ۱۹ سالگی این شغل را رها کرد تا به صورت حرفه‌ای به خوانندگی بپردازد. با حمایت موسیقیدانان سرشناس آن زمان، ام‌پونگو به تدریج شروع به نوشتن ترانه‌های خود کرد که اغلب مضامین فمینیستی داشتند و بازتاب‌دهنده دغدغه‌های او دربارهٔ جایگاه زنان در جامعه بودند.

## زندگی

### اوایل زندگی
آیمه فرانسواز ام‌پونگو لانگو در ۲۷ اوت ۱۹۵۶ در شهر بوما (کنگوی بلژیک) به دنیا آمد. او دومین فرزند دختر در خانواده‌ای هفت‌فرزندی بود.پدرش گیلبرت پونگو نظامی بود، و مادرش مدیریت یک مرکز آموزشی دخترانه را بر عهده داشت. در چهارسالگی، ام‌پونگو به فلج اطفال مبتلا شد و بر اثر تزریق پنی‌سیلین دچار فلج شد. او مجبور به خزیدن بود تا اینکه در سال ۱۹۶۲ با آموزش استفاده از پروتزهای پا، توانایی راه رفتن را به دست آورد.از دوران کودکی، ام‌پونگو در کلیسایی که پدرش در آن آواز می‌خواند حاضر می‌شد و به تدریج به گروه کر کلیسا پیوست.
امپونگو علاوه بر فعالیت در گروه کر دبیرستان، پس از فارغ‌التحصیلی به کینشاسا نقل مکان کرد و در یک دوره کوتاه‌مدت تایپ ثبت‌نام نمود. او سپس به عنوان منشی اجرایی در یک شرکت مشغول به کار شد. پس از ساعت‌های کاری، به دنبال فرصت‌های اجرای تجاری می‌گشت و در این اجراها از نام هنری امپونگو لوو استفاده می‌کرد، نام مستعاری که به گزارش منابع، والدینش از دوران کودکی برای او به کار می‌بردند.

### حرفه موسیقی
در دسامبر ۱۹۷۵، در ۱۹ سالگی، امپونگو لوو با ساکسیفونیست ملاقات کرد که نقش تعیین‌کننده‌ای در زندگی حرفه‌ای او ایفا نمود. این موزیسین نه تنها او را متقاعد کرد تا شغل منشی‌گری خود را رها کند، بلکه قول داد در پیشرفت حرفه‌ای خوانندگی به او کمک کند. پس از مواجهه با مشکلات اولیه در جلب حمایت مالی، آن دو با مدیر گروه موسیقی نگاوندو ایساگاوا دیدار کردند که موافقت کرد سرمایه اولیه برای شروع کارشان را تأمین نماید. با حمایت لووی، گروه چکه چکه عشق تشکیل شد و امپونگو اولین ترانه‌های خود را خلق کرد. اجرای زنده اولین آهنگ او به نام پاس ممکن متی در سینما پالادیوم کینشاسا، نقطه عطفی در کارنامه هنری‌اش محسوب می‌شد. در سال ۱۹۷۷، او با همراهی گروه پشتیبان لس یا توپا که شامل چهره‌های سرشناسی چون ری لما، فلیکس مانواکو واکو و آلفرد نزیمبی بود به اجرای آثار هنرمندانی چون مایاولا مایونی، سیمارو لوتومبا و سوزی کاسیا پرداخت. اجرای او از قطعه ندایا اثر مایاولا در کینشاسا با استقبال بی‌نظیری روبرو شد و به ویژه در میان زنان محبوبیت فراوانی کسب کرد.
امپونگو لوو به سرعت مسیر هنری خود را گسترش داد و شروع به آهنگسازی و تنظیم آثارش کرد. در سال ۱۹۸۰، او همکاری حرفه‌ای خود با امپومپو را قطع کرد تا مستقل کار کند و پس از آن به پاریس نقل مکان نمود. در این دوره، او با نام موسیقی عشق به تولید موسیقی پرداخت. در سال‌های بعد، امپونگو در گابن به مننژیت مغزی مبتلا شد. هنگام بازگشت به خانه‌اش در محله بینزای کینشاسا، با هدف ازسرگیری فعالیت‌های موسیقی، وضعیت سلامتی‌اش به شدت رو به وخامت گذاشت. در دسامبر ۱۹۸۹ در یک کلینیک محلی بستری شد. برادر بزرگترش به رسانه‌ها اعلام کرد که او دچار حمله شدید شده است، بی‌آنکه جزئیات بیماری را فاش کند.امپونگو لوو سرانجام در ۱۵ ژانویه ۱۹۹۰ درگذشت و سه دختر از او به یادگار ماندند. مرگ این هنرمند برجسته پایان ناگهانی زندگی حرفه‌ای پرثمری بود که تأثیر عمیقی بر موسیقی کنگو و جنبش زنان گذاشته بود.

## سبک و تم
امپونگو لوو با صدای شفاف و متمایز که حالتی بینی‌گونه داشت، آثارش را با دقتی تحسین‌برانگیز اجرا می‌کرد. در طول اجراهای زنده، با قرارگیری هوشمندانه در کنار صحنه، محدودیت‌های جسمی خود را به زیبایی مدیریت می‌نمود. در میان همعصران خود، امپونگو به عنوان فمینیستترین خواننده زن سبک سوکو شناخته می‌شد. او در ترانه‌هایش به صراحت از چندهمسری و نظام معشوقه داری انتقاد می‌کرد. در مصاحبه‌ای در سال ۱۹۸۹، دیدگاه‌های متعهدانه فمینیستی خود را اینگونه تشریح نمود:
من در موسیقی‌ام صدای زنانی هستم که در سکوت رنج می‌کشند. هنر من سلاحی است علیه نابرابری‌هایی که زنان هر روز تحمل می‌کنند. تا زمانی که زنان بتوانند با سربلندی و آزادی زندگی کنند، آواز خواهم خواند.
«من در حال مطالعه دربارهٔ مشکلات زنان هستم و تلاش می‌کنم به آنان شهامت ببخشم… زمانی آواز خواندن را متوقف خواهم کرد که روابط بین زنان و مردان در آفریقا به تعادل برسد. اما واقعیت این است: کدام مرد آفریقایی را می‌شناسید که معشوقه نداشته باشد؟ زنان علاوه بر زندگی دشوار، باید این بار اضافی را نیز تحمل کنند.

من خود را متعهد به یک مأموریت فمینیستی می‌دانم: می‌خواهم ببینم که زنان می‌جنگند، از خود دفاع می‌کنند، با سربلندی زندگی می‌کنند و زنان مستقل را الگوی خود قرار می‌دهند… ما زنان آفریقایی باید هویت واقعی خود را بشناسیم و بدون هراس، مدرنیته را در آغوش بگیریم - اما نه به قیمت فراموش کردن ریشه‌هایمان.»

## نقل قول‌ها
"Mpongo Love: une voix partie à fleur d'âge". Congo Planéte. 14 January 2010. Retrieved 29 November 2017.
1. 1 2 3 4 5 6 7 8  "Mpongo Love: une voix partie à fleur d'âge". Congo Planéte. 14 January 2010. Retrieved 29 November 2017.
2. 1 2 3 4  "Passings: M'Pongo Love 1956-1990". The Beat. Vol. 9, no. 2. Los Angeles. 1990. pp. 51–52. ProQuest 897369972.
3. 1 2 3 4 5 6  Azoulay, Eliane (27 November 2009). "Au Congo, la rumba malgré tout". Télérama (به فرانسوی). Retrieved 29 November 2017.

"Passings: M'Pongo Love 1956-1990". The Beat. Vol. 9, no. 2. Los Angeles. 1990. pp. 51–52. ProQuest 897369972.
Azoulay, Eliane (27 November 2009). "Au Congo, la rumba malgré tout". Télérama (به فرانسوی). Retrieved 29 November 2017.